# Сборная Турецкой Республики Северного Кипра по футболу
Национальная сборная Северного Кипра (тур. Kuzey Kıbrıs Millî Futbol Takımı) — представляет Турецкую Республику Северного Кипра на международных соревнованиях по футболу. На настоящий момент не входит в ФИФА, но является участником Конфедерации независимых футбольных ассоциаций.

## История
Футбольная федерация Турецкой Республики Северного Кипра (тур. Kıbrıs Türk Futbol Federasyonu) была основана не позже 1955 года как союз турецких футбольных клубов, выступающих в национальных соревнованиях Кипра. Первый матч сборная провела в 1962 году против сборной Турции.
Несмотря на то, что Турецкая Республика Северного Кипра не являлась независимой страной, в 1980 они приняли участие в Исламских Играх, которых проходили в Измире, Турция. Они потерпели поражение от сборной Турции со счетом 0-5. Также они проиграли сборной Саудовской Аравии со счетом 0-2, обыграли сборную Малайзии со счетом 2-1, и сыграли вничью со сборной Ливии 1-1.